# Samanta Brizuela
Samanta Brizuela (* 9. Juli 1989) ist eine argentinische Handballspielerin, die vor allem in der Disziplin Beachhandball erfolgreich war. Über Jahre bewegte sie sich im Umfeld der argentinischen Nationalmannschaft.

## Handball
Brizuela spielt für CA Vélez Sarsfield in der höchsten argentinischen Liga, der Liga de Honor. 2010 gewann sie mit der Mannschaft, zu der neben ihr auch Valeria Miranda, Stefania Rodríguez, Jésica Presas, Fernanda Roveta und Melina Brizuela gehörten, die argentinische Meisterschaft.
Ihr Debüt für die argentinische Nationalmannschaft gab Brizuela 2013 bei einem Turnier für Nationalmannschaften in Uruguay. Von da an gehörte sie nahezu durchgängig bis 2018 zum erweiterten Kreis der Nationalmannschaft, ohne jedoch häufiger in die finalen Kader von Turnieren berufen worden zu sein. Es folgte der Anden-Cup 2015, bei dem Argentinien mit einer A- und B-Mannschaft antrat und dort Gold und Bronze gewann. 2016 war sie Bestandteil einer Mannschaft, die in Vorbereitung auf die Pan-Amerikanische Meisterschaften 2016 im venezolanischen Vargas in Punta del Este, Uruguay, den dritten Platz belegte. Auch bei mehreren Länderspielen im Rahmen des Circuito Patagónico, einer Beachhandball-Spielserie, gehörte sie zum Aufgebot. Bei den Panamerika-Meisterschaften war Brizuela nicht Teil der Mannschaft. Letztmalig stand sie vor den Panamerika-Meisterschaften 2018 in Oceansite in Kalifornien im erweiterten Aufgebot. Seit dem durch das Nachrücken der Goldmedaillengewinnerinnen der Olympischen Jugendspiele 2018 in Buenos Aires wurde sie nicht mehr in den Nationalkader berufen.
Im Dezember 2017 war Brizuela gemeinsam mit ihren Mannschaftskameradinnen Agustina Mirotta und Jésica Presas Teil der Auswahl der Stadt Buenos Aires bei den II Juegos Argentinos de Playa, den zweiten argentinischen Beachgames. Im Jahr darauf bildete sie bei einem internationalen Turnier in Weihai kurzfristig mit den Argentinierinnen Rocío Barros, Sofía Muñoz und Carolina Rossi sowie den Brasilianerinnen Beatríz Correia, Renata Santiago, Darlene Soares und Cinthya Piquet, durchweg Nationalspielerinnen ihrer Verbände, eine gemeinsame, „Kamisambas“ genannte, Mannschaft und gewannen das Turnier. Bei den dritten nationalen Beachgames im Dezember 2018 in Rosario, sowie den vierten nationalen Beachgames im Februar 2019 in Puerto Madryn gewann Brizuela mit ihrer Mannschaft jeweils den Titel.